# Kossuth (Wisconsin)
Kossuth – miasto w Stanach Zjednoczonych, w stanie Wisconsin, w hrabstwie Manitowoc.